# 이유미 (배우)
이유미(李瑜美, 1994년 7월 18일 ~ )는 대한민국의 배우이다.

## 학력
- 소화초등학교 (졸업)
- 서호중학교 (졸업)
- 고등학교 졸업학력 검정고시 (합격)
- 대진대학교 연극영화학 (학사)

## 출연 작품

### 영화
- 2010년 영화 《황해》 ... 태원 딸
- 2012년 영화 《청포도 사탕: 17년 전의 약속》 ... 어린 선주 역
- 2012년 영화 《러시안 소설》 ... 유미 역
- 2013년 영화 《배우는 배우다》 ... 광고소녀 1 역
- 2013년 영화 《화이 : 괴물을 삼킨 아이》 ... 유경친구 역
- 2013년 영화 《현수 이야기》 ... 현수 역
- 2015년 영화 《조류인간》 ... 소녀 역
- 2016년 영화 《프랑스 영화처럼》 ... 수빈 역
- 2016년 영화 《당신, 거기 있어줄래요》 ... 연아 동물협회 직원 역
- 2017년 영화 《심장박동조작극》 ... 혜은 역
- 2018년 영화 《속닥속닥》 ... 변지은 역
- 2018년 영화 《박화영》 ... 세진 역
- 2018년 영화 《너는 결코 서둘지 말라》 ... 하나 역
- 2019년 영화 《귀신의 향기》 ... 고딩녀 역
- 2021년 영화 《어른들은 몰라요》 ... 세진 역
- 2021년 영화 《인질》 ... 반소연 역 (일어 성우진: 쿠보 유리카)
- 2021년 영화 《Re-BORN(리-본)》 ... 지우 역
- 2023년 영화 《뉴 노멀》 ... 현수 역
- 2024년 영화 《우리는 천국에 갈 순 없지만 사랑은 할 수 있겠지》 - 예지 역

### 드라마
| 연도 | 방송사            | 제목                                        | 역할                          | 비고     | 일본판 성우진 |
| ---- | ----------------- | ------------------------------------------- | ----------------------------- | -------- | ------------- |
| 2009 | MBC               | 태희혜교지현이                              | 고등학생                      |          |               |
| 2009 | MBC               | 밥줘                                        | 고등학생                      |          |               |
| 2009 | MBC               | 보석비빔밥                                  | 고등학생                      |          |               |
| 2010 | EBS1              | 미래를 보는 소년                            | 서연두                        |          |               |
| 2012 | TV조선            | 한반도                                      |                               |          |               |
| 2012 | OCN               | 신의 퀴즈 3                                 | 어린 최정미                   |          |               |
| 2013 | MBC               | 못난이 송편                                 | 최소현                        |          |               |
| 2013 | OCN               | 특수사건 전담반 TEN 2                       | 어린 오현주                   |          |               |
| 2013 | tvN               | 빠스껫 볼                                   | 안경 쓴 여자                  |          |               |
| 2014 | MBC               | 야경꾼 일지                                 |                               |          |               |
| 2016 | OCN               | 귀신 보는 형사 처용 2                       | 송다정                        |          |               |
| 2017 | MBC               | 20세기 소년소녀                             | 미달이                        |          |               |
| 2017 | 이리오너라        | 어톡행                                      | 안나오                        | 웹드라마 |               |
| 2017 | 크리스피 스튜디오 | 오늘도 무사히                               | 안재이                        | 웹드라마 |               |
| 2018 | tvN               | 드라마 스테이지 - 마지막 식사를 만드는 여자 | 윤선화                        |          |               |
| 2018 | tvN               | 드라마 스테이지 - 진추하가 돌아왔다         | 신협은행 직원                 |          |               |
| 2018 | 네이버 TV         | 소소한 오후의 도시                          | 신나라                        |          |               |
| 2018 | 크리스피 스튜디오 | 오늘도 무사히 Part Ⅱ                        | 안재이                        | 웹드라마 |               |
| 2018 | 농심              | 썸 끓는 시간, 4분 30초                      | 이유미                        |          |               |
| 2018 | JTBC              | 으라차차 와이키키                           | 지영                          |          |               |
| 2018 | JTBC              | 미스 함무라비                               | 성추행 피해자 인턴            |          |               |
| 2018 | JTBC              | 제3의 매력                                  | 주란 헤어샵 직원              |          |               |
| 2018 | tvN D             | 좀 예민해도 괜찮아                          | 최예지                        | 웹드라마 |               |
| 2018 | OCN               | 보이스 2                                    | 황희주                        |          |               |
| 2018 | KBS2              | 땐뽀걸즈                                    | 김도연                        |          |               |
| 2019 | tvN               | 진심이 닿다                                 | 승희                          |          |               |
| 2019 | SBS               | 의사 요한                                   | 나경아                        |          |               |
| 2020 | tvN               | 드라마 스테이지 - 모두 그곳에 있다          | 이규진                        |          |               |
| 2020 | Netflix           | 나 홀로 그대                                | 지혜                          |          |               |
| 2020 | MBC               | 365 : 운명을 거스르는 1년                   | 김세린                        |          |               |
| 2021 | Netflix           | 오징어 게임                                 | 지영                          |          | 쿠보 유리카   |
| 2022 | Netflix           | 지금 우리 학교는                            | 이나연                        |          | 쿠보 유리카   |
| 2022 | tvN               | 멘탈코치 제갈길                             | 차가을                        |          |               |
| 2022 | KBS2              | 당신이 소원을 말하면                        | 거북이를 데리고 온 자원봉사자 |          |               |
| 2022 | Disney+           | 커넥트                                      | 여대생                        |          |               |
| 2023 | JTBC              | 힘쎈여자 강남순                             | 강남순                        | 16부작   |               |
| 2024 | Netflix           | Mr. 플랑크톤                                | 조재미                        |          |               |
| 2025 | Netflix           | 당신이 죽였다                               | 희수                          |          |               |

### 뮤직비디오
| 연도   | 가수     | 제목             |
| ------ | -------- | ---------------- |
| 2018년 | 딘딘     | Insomnia(불면증) |
| 2021년 | 기리보이 | 그리고 돌아섰다  |

### 기타
- 2015년 KBS 2TV 2TV 아침
- 2022년 KBS 2TV 유희열의 스케치북 (with 윤찬영)

## CF
- 2009년: 《파워 듀라셀 건전지》
- 2012년: 《포스코》, 《CU》
- 2013년: 《맥도날드 - 맥너겟》

## 수상 및 후보
| 연도 | 시상식                     | 부문                     | 작품             | 결과 |
| ---- | -------------------------- | ------------------------ | ---------------- | ---- |
| 2021 | 제30회 부일영화상          | 신인여자연기상           | 어른들은 몰라요  | 수상 |
| 2021 | 제42회 청룡영화상          | 신인여우상               | 어른들은 몰라요  | 후보 |
| 2021 | 제8회 한국영화제작가협회상 | 신인배우상               | 어른들은 몰라요  | 수상 |
| 2022 | 제58회 백상예술대상        | 영화부문 여자 신인연기상 | 어른들은 몰라요  | 수상 |
| 2022 | 제58회 백상예술대상        | TV부문 여자 신인연기상   | 지금 우리 학교는 | 후보 |
| 2022 | 2022 골드 더비 TV 어워즈   | 여우게스트상             | 오징어 게임      | 수상 |
| 2022 | 제74회 프라임타임 에미상   | 드라마부문 여우게스트상  | 오징어 게임      | 수상 |